# Adriana Samuel
Adriana Ramos Samuel, född 12 april 1966 i Resende i Rio de Janeiro, är en brasiliansk beachvolleybollspelare.
Samuel blev olympisk silvermedaljör i beachvolleyboll vid sommarspelen 1996 i Atlanta.